# 孟席斯 (澳大利亞國會選區)
孟席斯選區（英語：Division of Menzies）是澳大利亞維多利亞州的下議院選區，位於墨爾本以東。面積119平方公里。
選區始於1984年，選區名紀念第十二任總理、自由黨的羅伯特·孟席斯。本區也是自由黨的安全選區。1990年以來當區的議員是凱文·安德魯斯。

## 议员
| 议员 | 议员          | 政党   | 任期          |
| ---- | ------------- | ------ | ------------- |
|      | 内尔·布朗     | 自由党 | 1984年–1991年 |
|      | 凯文·安德鲁斯 | 自由党 | 1991年至今    |